# Dióbél királyfi
A Dióbél királyfi 1963-ban bemutatott magyar rajzfilm, amely Móra Ferenc azonos című meséjéből alapult. Az animációs játékfilm rendezője és írója Dargay Attila, zeneszerzője ifj. Peskó Zoltán. A mozifilm a Pannónia Filmstúdió gyártásában készült.

## Alkotók
- Móra Ferenc mejéje alapján írta, tervezte és rendezte: Dargay Attila
- Zenéjét szerezte: ifj. Peskó Zoltán
- Operatőr: Harsági István
- Hangmérnök: Bársony Péter
- Vágó: Czipauer János
- Háttér: András Tibor, Magyarkúti Béla, Tóth Sarolta
- Rajzolták: Bánki Kati, Dékány Ferenc, Görgényi Erzsébet, Remenyik Lajos, Ternovszky Béla
- Asszisztensek: Henrik Irén, Kiss Bea, Hódy Béláné, Sárospataki Irén
- Színes technika: Dobrányi Géza, Kun Irén
- Gyártásvezető: Bártfai Miklós, László Andor

Készítette a Pannónia Filmstúdió

## Szereplők
- Mesélő: Mécs Károly
- Nevenincs király: Rajz János
- Öregbéres: Bánhidi László
- Nyakigláb királyfi: Csurka László
- Telezsák királyfi: Márkus László
- Dióbél királyfi: ?